# Хартманн фон унд цу Лихтенштейн
Хартманн (нем. Hartmann von und zu Liechtenstein, 1613 год — 1686 год) — дворянин Священной Римской империи. Отец основателя династии Лихтенштейнов.

## Семья
Хартманн фон унд цу Лихтенштейн — сын Гундакара фон унд цу Лихтенштейн. Был женат на Сидонии цу Зальм-Райффершайдт, дочери Эрнста-Фридриха цу Зальм-Райффершайдт. В этом браке родилось 3 детей:
- Максимилиан II фон унд цу Лихтенштейн (26 июля 1641 год — 21 апреля 1709 год),
- Антон Флориан фон Лихтенштейн (1656 год — 1721 год),
- Филипп Эразмус Лихтенштейн (1664 год — 1704 год)